# Alfred Bencini
Alfred John Bencini (ur. 26 marca 1917 w Attard, zm. 6 października 1991) – maltański lekkoatleta.
Wziął udział w igrzyskach olimpijskich w 1936, na których wystartował w biegu na 100 metrów. Odpadł jednak w eliminacjach, zajmując ostatnie piąte miejsce w swoim biegu kwalifikacyjnym (czas nieznany).
W 1941 roku ożenił się, a jego żoną była Lucy dei Marchesi Testaferrata-Bonici; jednym z jego synów był Raymond. Bencini pracował jako policjant, był komisarzem policji w mieście Mosta. Był też współzałożycielem maltańskiej policji.
Napisał książkę autobiograficzną pod tytułem: „Nothing But the Truth: An Illustrated Autobiography”.